# فرزاد صفوی
فرزاد صفوی (زاده ۱۳۷۰ در تبریز ) کاراته‌کار معلول ذهنی ایرانی است که در مسابقات پاراکاراته آسیایی ملاکا، مالزی عنوان قهرمانی را به دست آورد. وی با رفتار کم نظیر ورزشی و با بالابردن دستان حریف عربستانی اش در مسابقه پایانی، همه حاضران در سالن مسابقات، ورزشکاران، هنرمندان و عموم مردم را به وجد آورد.

## زندگی‌نامه
فرزاد صفوی کاراته را زیر نظر پدرش (صمد صفوی) شروع کرد و بعد از فوت پدرش این ورزش را زیر نظر احد شاهین ادامه داد.

## حواشی
فرزاد صفوی در بخش «سندروم داون کلاس K۲۲» با غلبه بر حریفانش موفق به کسب عنوان قهرمانی آسیا ۲۰۲۳ شد و یکی از طلایی های ایران نام گرفت. وی پس از قهرمانی اقدام جالبی انجام داد و با بالا بردن دست حریف مغلوبش، باعث شد ویدیوی این لحظه بارها در فضای مجازی توسط کاربران به اشتراک گذاشته شود.

#### خبرگزاری فارس
«اوس» دنیا به حرکت پهلوانانه کاراته‌کار تبریزی در مسابقات آسیایی.
 سهم ایران در این دوره از مسابقات 4 طلا و یک نقره بود. اما طلای فرزاد، خوش رنگ‌ترین مدال مسابقات بود و حرکت و منش پهلوانی‌ش نیز، فرزاد را تا ابد در ذهن ها ماندنی کرد.— 

## افتخارات
| سال  | مسابقات             | محل برگزاری | رتبه | رویداد       | رده سنی   | وزن |
| ---- | ------------------- | ----------- | ---- | ------------ | --------- | --- |
| ۲۰۲۳ | کاراته قهرمانی آسیا | ملاکا-مالزی | اول  | کاتا انفرادی | بزرگسالان | --  |